# Gouden Carolus Cuvée van de Keizer
Gouden Carolus Cuvée van de Keizer is een submerk van Gouden Carolus.
Het bier wordt gebrouwen door Brouwerij Het Anker te Mechelen. 

## Achtergrond
Dit Mechels bier is vernoemd naar keizer Karel V en met name naar de gouden muntstukken uit de 16e eeuw met de beeltenis van Keizer Karel op. Cuvée van de Keizer is een submerk met 3 verschillende bieren in het vast assortiment. Het bier wordt gebrouwen ter gelegenheid van de verjaardag van Keizer Karel.

## Bieren
Er zijn drie varianten in het assortiment van Gouden Carolus Cuvée van de Keizer:
- Gouden Carolus Cuvée van de Keizer Imperial Dark wordt elk jaar op 24 februari, geboortedag van Keizer Karel, gebrouwen. Het is een donker robijnrood speciaalbier van hoge gisting met een alcoholpercentage van 11,0%. Het bier heeft een hoge densiteit van het wort (24° Plato) en is minimaal tien jaar houdbaar en ontwikkelt doorheen de jaren een verfijnde complexiteit en intense aroma's. Het zachte en fritage karakter combineert een verwarmende volheid van smaak met een verfrissende afdronk, aangevuld met toetsen van geroosterde mout, karamel en pruimen.
- Gouden Carolus Cuvée van de Keizer Imperial Blond is een goudblond bier van hoge gisting met een alcoholpercentage van 10%.  Het bier heeft een densiteit van 22° Plato en is minimaal drie jaar houdbaar. Ter gelegenheid van “10 jaar Gouden Carolus Cuvée van de Keizer Imperial Dark” werd het bier gebrouwen en op de markt gebracht in 2008. Het bevat meerdere soorten mout en tijdens het brouwen worden drie kruiden toegevoegd.
- Gouden Carolus Cuvée van de Keizer Whisky Infused is een robijnrood speciaalbier van hoge gisting met een alcoholpercentage van 11,7%. Het bier heeft een densiteit van 24° Plato en is minimaal vijf jaar houdbaar. Gouden Carolus Cuvée van de Keizer Imperial Dark werd verrijkt met een infusie van Gouden Carolus Single Malt whisky. Dit resulteert in een krachtig en volmondig bier met subtiele toetsen van vanille, eikenhout en chocolade.

## Prijzen

### Gouden Carolus Cuvée van de Keizer Imperial Dark
- 2013: Top 100 Best Beers in the World door RateBeer
- 2015: goud op de World Beer Awards in de categorie "World's Best Belgian Style Strong"
- 2015: Top 100 Best Beers in the World door RateBeer
- 2017: Top 100 Best Beers in the World door RateBeer

### Gouden Carolus Cuvée van de Keizer Imperial Blond
- 2016: Belgisch goud op de World Beer Awards in de categorie "Belgian Style Strong Pale Ale"

### Gouden Carolus Cuvée van de Keizer Whisky Infused
- 2016: goud op de World Beer Awards in de categorie "World's Best Spirit Flavoured Beer"
- 2017: winnaar consumententrofee op het Zythos bierfestival
- 2017: goud op de World Beer Awards in de categorie "World's Best Spirit Flavoured Beer"
- 2018: winnaar consumententrofee op het Zythos bierfestival
- 2019: winnaar consumententrofee op het Zythos bierfestival